# Karpinsk
Karpinsk (russisch Карпинск; bis 1941 Bogoslowsk (Богословск)) ist eine Stadt mit 29.113 Einwohnern (Stand 14. Oktober 2010) in der Oblast Swerdlowsk (Russland).

## Geographie
Karpinsk liegt im Norden der Oblast Swerdlowsk am Soswa-Zufluss Turja, 80 km östlich des Uralgebirges und 436 km nördlich der Gebietshauptstadt Jekaterinburg. Unmittelbar östlich an Karpinsk grenzt die Stadt Krasnoturjinsk an; eine andere nahe gelegene Stadt ist Woltschansk 18 km nördlich.

## Geschichte
Karpinsk entstand im Jahre 1759 als Siedlung, die zu einem gleichzeitig gegründeten und 1770 fertiggestellten Metallurgiewerk gehörte. Dieses verarbeitete vor allem das in der Nähe reichhaltig geförderte Kupfererz und zählte schon im 18. Jahrhundert zu den führenden Betrieben der Metallbranche in der Uralregion. Nach der hier erbauten Kirche des Evangelisten Johannes (im Russischen Bogoslow – „der Prediger“ genannt) hieß die Lagerstätte Bogoslowskoje und die Ortschaft noch bis 1941 Bogoslowsk.
Noch bis Anfang des 20. Jahrhunderts war Bogoslowsk weithin führend in der Kupferproduktion und aus diesem Grund auch einer der reichsten Orte im Ural. Einige Jahrzehnte später musste der Kupferabbau jedoch eingestellt werden, da die Erzvorkommen zur Neige gingen. Stattdessen wurde hier ab 1911 Braunkohle abgebaut. Von 1939 bis 1941 wurden neue große Bergwerke in Betrieb genommen, was den Ort wachsen ließ. Folglich erhielt er 1941 den Stadtstatus und seinen heutigen Namen zu Ehren des Geologen Alexander Karpinski (1846–1936), der hier geboren wurde.
Von 1945 bis 1949 existierte nahe Karpinsk ein Arbeitslager für Russlanddeutsche und deutsche Zivilisten, die vor allem aus Ostpreußen und Pommern als Zwangsarbeiter hierher verschleppt worden waren. Es waren Frauen und Männer zwischen 15 und 65 Jahren. Die Arbeitsfähigen unter ihnen mussten im Kohlebergbau (Tagebau, stückige Braunkohle), Wohnungsbau, Straßenbau oder im Steinbruch, teilweise auch als Handwerker in verschiedenen Betrieben arbeiten. Saisonal wurden Arbeitsbrigaden als Waldarbeiter in der Taiga eingesetzt. Darüber hinaus bestand in Karpinsk das Kriegsgefangenenlager 504 für deutsche Kriegsgefangene des Zweiten Weltkriegs.

### Bevölkerungsentwicklung
| Jahr | Einwohner |
| ---- | --------- |
| 1939 | 20.181    |
| 1959 | 49.498    |
| 1970 | 38.025    |
| 1979 | 36.686    |
| 1989 | 36.968    |
| 2002 | 31.216    |
| 2010 | 29.113    |

Anmerkung: Volkszählungsdaten

## Wirtschaft und Verkehr
Die Industrie von Karpinsk ist bis heute vor allem auf die Belange der Kohleförderung ausgerichtet; insbesondere werden Bergbauanlagen hergestellt. In geringerem Umfang gibt es noch Braunkohleabbau sowie Nahrungsmittel- und Leichtindustrie.
Karpinsk hat einen Eisenbahnanschluss an einer Stichstrecke mit Verbindungen via Krasnoturjinsk nach Serow und über letzteres auch weiter nach Nischni Tagil und Jekaterinburg. Von 1946 bis 1994 hatte Karpinsk ein eigenes Straßenbahnnetz, das bis 1967 über eine Überlandverbindung nach Woltschansk verfügte. Seit der Stilllegung der Strecke verkehren Regionalbusse.

## Söhne und Töchter der Stadt
- Grigori Iossa (1804–1874), Bergbau-Ingenieur und Metallurg
- Alexander Iossa (1810–1894), Bergbauingenieur und Metallurg
- Larisa Schippel (* 1951), Übersetzungswissenschaftlerin und Linguistin
- Schamil Sabirow (* 1959), Boxer
- Andrei Seliwanow (* 1967), Schachkomponist